# Chlorencoelia
Chlorencoelia is een geslacht van schimmels uit de familie Cenangiaceae. De typesoort is Chlorencoelia versiformis.

## Soorten
Volgens Index Fungorum telt het geslacht vijf soorten (peildatum februari 2022):
| Soortnaam                 | Auteur(s)                                       | Publicatiejaar |
| ------------------------- | ----------------------------------------------- | -------------- |
| Chlorencoelia indica      | (K.S. Thind, E.K. Cash & Pr. Singh) W.Y. Zhuang | 1988           |
| Chlorencoelia macrospora  | F. Ren & W.Y. Zhuang                            | 2014           |
| Chlorencoelia ripakorfii  | Iturr. & Mardones                               | 2013           |
| Chlorencoelia torta       | (Schwein.) J.R. Dixon                           | 1975           |
| Chlorencoelia versiformis | (Pers.) J.R. Dixon                              | 1975           |